# Pharsman III d'Ibèria
Pharsman III d'Ibèria (en georgià: ფარსმან III, P'arsman III ; mort l'any 182 o 185) fou un rei d'Ibèria del segle II. Monarca d'origen discutit, el seu regnat de prop de quaranta anys és sovint oblidat en les cròniques georgianes, que no el citen més que com un dels nombrosos sobirans no tenint gaire importància en la història antiga de Geòrgia, tot i que les fonts estrangeres donen prova de relacions importants amb Roma i el seu emperador, Antoní Pius.

## Biografia

### Orígens discutits
No hi ha acord al si de la comunitat historiogràfica georgiana sobre el fet que Pharsman III hagués estat rei d'Ibèria durant el segle ii. En efecte, aquest monarca és esmentat per primera vegada pel bisbe Léonti Mroveli al segle xi en les seves Cròniques georgianes. Aquest el feia fill del rei Adam (o sigui Radamist d'Ibèria) i diversos dels seus hereus, entre els quals Vakhouxt Bagration, Marie-Félicité Brosset i Cyril Toumanoff coincideixen en aquest assumpte.
Tanmateix, altres com Nodar Assatiani, ignoren aquest rei i el reemplacen per un cert Iodmanagan (que no seria altre que un homònim de la Gugarq, segons Toumanoff), mencionat en l'estela funerària del segle II coneguda sota el nom de la «bilingüe d'Armazi». Aquesta menciona un personatge anomenat Iodmanagan amb el càrrec de «mestre del tribunal» del rei Khseparnug i segons Assatiani, aquest Iodmanagan també hauria accedit al tron. D'altres, com Stephen H. Rapp, comparen sempre Pharasman III amb un personatge de l'estela (aquí, amb l'homònim Pharsman, fill de Khseparnug).
L'existència mateixa del rei no és pas l'única cosa en qüestió. Els orígens de Pharsman III són igualment un tema de debat entre els historiadors. Léonti Mroveli es refereix al monarca com a membre dels arsàcides, descendent a la desena generació d'Àrsaces I (Artàxies I). Mentre que Vakhouxt Bagration no discuteix pas aquesta versió, Brosset la corregeix i el qualifica de «Kartlòsida», en tant que descendent de Kartam d'Egrissi (Còlquida). Finalment, Toumanoff introdueix una altra teoria segons la qual Pharsman III era de fet, com els seus ancestres, un artàxida descendent dels reis d'Armènia.

### LaCrònica
Les fonts primàries que parlen de Pharsman III d'Ibèria no són gaire riques. Pharsman hauria estat el fill (únic) del rei Radamist I i hauria accedit al tron a la mort d'aquest, mentre que era encara menor (tenia només un any segons Stephen Rapp i Simon Kaoukhtchivili). Per raó de la seva edat, la seva àvia paterna Ghadana d'Armènia s'ocupà provisionalment de la regència, fins al 146 (o 143 segons Cyril Toumanoff). Aquest text és l'únic passatge mencionant del regnat de Pharsman iii a l'obra de Léonti Mroveli: 
| « | « Quan el net de Pharsman Kven, també anomenat Pharsman, es va fer gran, va regnar, i després d'ell el seu fill Hamazasp». | » |

El rei seria així mort després d'un regnat (minoria no inclosa) de trenta-nou anys, el 185 (o 183 segon Toumanoff). Guiorgui Melikichvili, que pretén que un altre monarca hauria regnat entre els dos, no és pas n'acord amb Mroveli, que fa del seu fill Hamazasp II (Amazap II) el seu successor directe. Paral·lelament, William E. D. Allen, que el nomena Kheparnougos, el fa successor del seu «parent» Pharasman II, fa regnar el monarca al mig del segle ii, de l'any 140 al 146.
Es pot finalment anotar que el nom del rei no és pas mencionat en la versió armènia de la Crònica georgiana (el més antic manuscrit conegut), que indica només a Adni (o sigui Radamist d'Ibèria) : 

### Relacions amb Roma

#### Fets

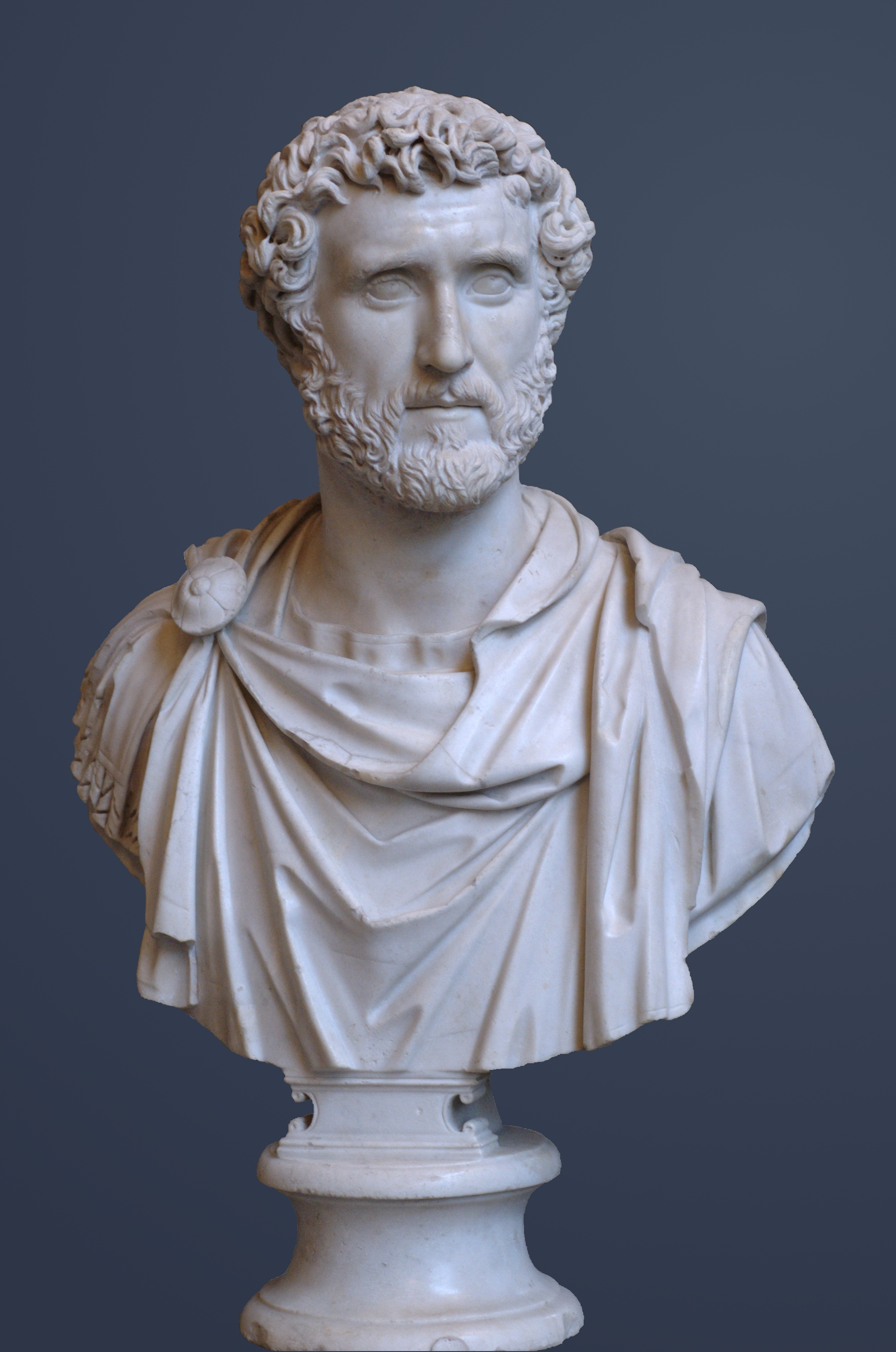
Bust d'Antoní Pius

Fora de les cròniques georgianes, el rei Pharsman III d'Ibèria és principalment conegut a les fonts estrangeres per un cèlebre viatge que va fer a Roma sota el regnat d'Antoní Pius (138-161), probablement el 154. Aquest esdeveniment, relatat per Cassi Dió, fou probablement organitzat amb l'objectiu de reforçar les fràgils relacions amb l'Imperi romà datant del regnat de Pharsman II. Aquest últim, en principi en bones relacions amb l'emperador Trajà (98-117), havia canviat d'estatus amb el seu successor, Hadrià (117-138). Els incidents diplomàtics es multiplicaren entre els dos monarques, però una vegada que Pharsman III va accedir al poder, el romà va decidir canviar aquesta política.
El rei es ret a Roma amb la seva cort i el seu fill (les Cròniques georgianes el nomenen Amazap). Allà, després de les entrevistes amb l'emperador Antoní, es lliura a exercicis guerrers amb els seus companys davant les altes autoritats romanes. Rep igualment el dret de sacrificar al Capitoli, el que és llavors considerat com un rar privilegi, i que una estàtua del rei fos erigida al temple de Bel·lona i una inscripció en l'honor del viatge del rei d'Ibèria II dipositada al Forum. A continuació d'aquesta acollida, Roma va concedir a Ibèria els territoris de Geòrgia occidental annexats per Pharsman II durant el regnat d'Hadrià, estenent així els dominis ibers fins al Pont-Euxí, mentre que el rei de Mtskheta es comprometia a restar com « aliat i amic » de l'Imperi Romà.

#### Pharsman II o III?
Però aquí encara, la identitat del monarca que havia viatjat a Roma no és pas segura. En efecte, Juli Capitolí, un dels pretesos autors de la controvertida Història Augusta, menciona que aquest Pharsman era el mateix Pharsman que el que estava en males relacions amb Hadrià. A més, per raó del fet que Cassi Dió no dona cap indicació sobre la diferència entre els dos reis, certs historiadors georgians, com Nodar Assatiani i Kalistrat Salia, segueixen la tradició de la Histària Augusta.

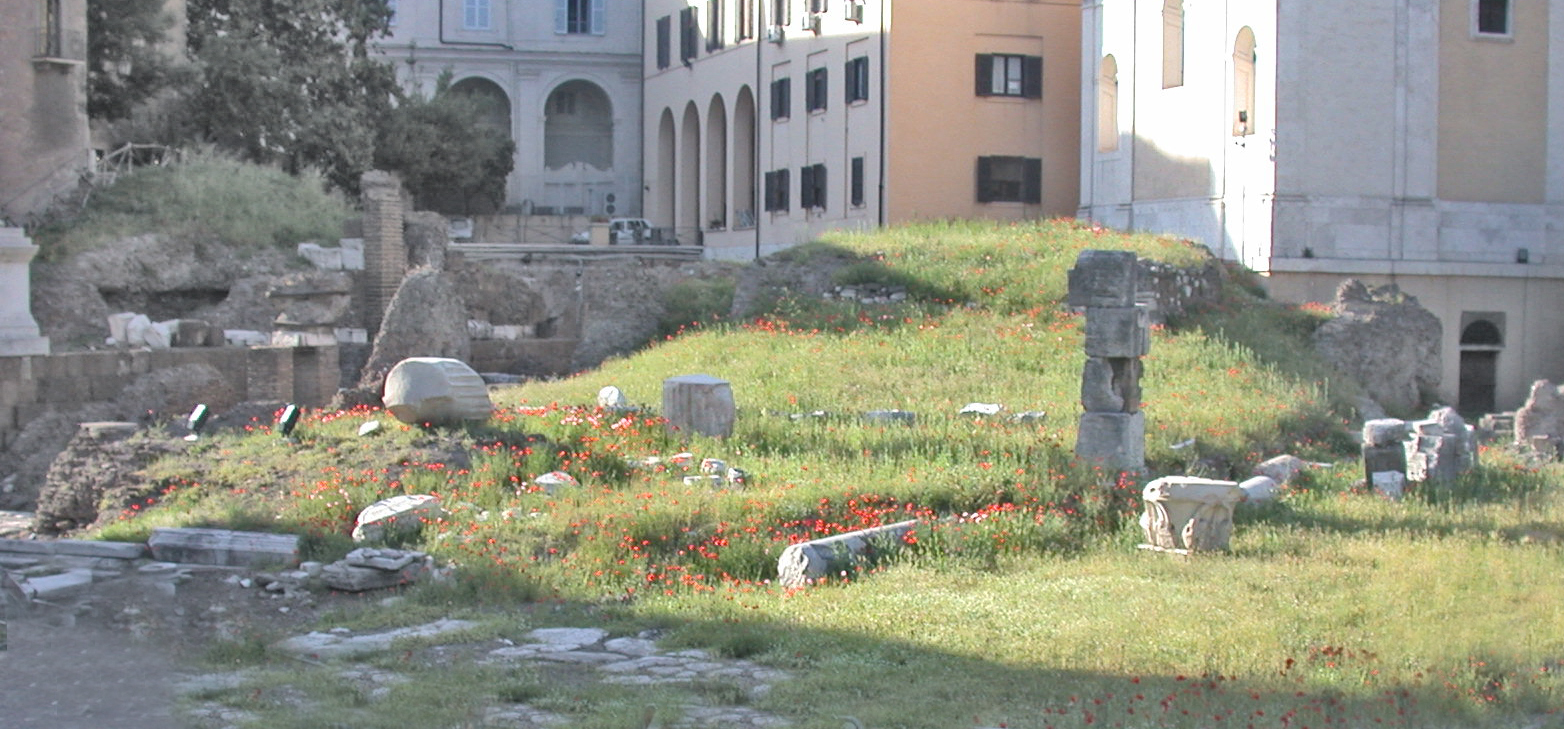
Ruïnes del temple de Bel·lona a Roma, on una estàtua del rei hauria estat erigida.

Cyrille Toumanoff corregeix aquesta pretensió i és el primer a identificar en Pharasman III el rei d'Ibèria que s'havia retut a Roma. El segueix Simon Kaoukhtchivili, mentre que Stephen H. Rapp diu: "és curiós que la tradició historiogràfica georgiana no recordi la visita de Pharsman III a Roma, un esdeveniment recordat per l'historiador romà Cassi Dió."

### Família
No es coneix cap unió de Pharasman III. Tanmateix, segons les cròniques georgianes, hi hauria hagut dos fills :
- Hamazasp II (Amazap II) (mort l'any 186/189), rei d'Ibèria del 182/185 al 186/189;
- Una filla, esposa d'un rei arsàcida d'Armènia regnant el 186,[18] identificat com Vologès II per Toumanoff.